# TF1+
 (avril 2024).
 (avril 2024).
Si vous disposez d'ouvrages ou d'articles de référence ou si vous connaissez des sites web de qualité traitant du thème abordé ici, merci de compléter l'article en donnant les références utiles à sa vérifiabilité et en les liant à la section « Notes et références ».
TF1+ est une plateforme de streaming et de vidéo à la demande, lancée par le Groupe TF1 le 8 janvier 2024 succédant à MyTF1. Le service permet de visionner en direct les chaînes TF1, TMC, TFX, TF1 Séries Films et LCI ainsi que certaines chaînes en ligne financées par la publicité et la chaîne L'Équipe et ses contenus en Télévision de rattrapage.

## Description
TF1+ est une plateforme vidéo en ligne du groupe TF1 exploitant le service MyTF1 de streaming de contenus vidéo. Financé par la publicité, le service TF1+ est accessible gratuitement ainsi que par abonnement payant avec moins de publicité systématique.
La plateforme utilise l'outil Synchro comme algorithme de recommandation de contenu, dont la particularité est d'être adapté au visionnage en groupe, notamment familial,.

## Histoire
Le Groupe TF1 lance en 1996, le site web de la chaîne TF1. En 2006, il crée la plateforme vidéo en ligne WAT, à destination des 15-34 ans. Au cours des décennies suivantes, le Groupe développe différents produits et services permettant de consommer en direct ou de manière délinéarisée ses programmes d'information et de divertissement.

### TF1 Vision
Fin 2005, TF1 offre aux internautes résidant en France la possibilité de voir ou revoir certains de ses programmes via le service TF1 Vision. Les internautes qui ont une adresse IP géolocalisée en dehors de la France ne peuvent pas accéder directement à ces vidéos.

### MyTF1
La marque MyTF1 a existé de septembre 2011 à janvier 2024, MyTF1 News a existé du 24 février 2013 jusqu'au 29 août 2016 et MyTF1 VOD de 2011 à 2020.
En mai 2012, TF1 précise sa stratégie sur les tablettes et mobiles en lançant une application de check-in publicitaire. Il s'agit là d'une avancée majeure pour la chaîne en matière de Télévision sociale. Début 2013, TF1 poursuit son développement avec le service MyTF1 Connect. Celui-ci prolonge l'expérience du téléspectateur en lui offrant des contenus supplémentaires pendant l'émission (coulisses, jeu, informations complémentaires, etc.). Elle sert notamment pour les émissions comme The Voice.
En 2013, le site TF1 News est renommé MyTF1 News. 
Le mardi 19 mai 2015 dans un communiqué de presse, le Groupe annonce un nouveau plan de leur site incluant TF1, TMC, NT1 et HD1, les 4 chaînes en clair du groupe. Ce changement s'effectue le mardi 26 mai 2015. LCI est passée en clair le 5 avril 2016 au passage complet à la TNT HD, incluant sur MyTF1.
MyTF1 Xtra est lancé le 1er septembre 2015. Ce nouveau service est le successeur de la plateforme de vidéos appelée Wat.tv créée par le Groupe TF1 et fermée depuis le 17 février 2016. Il propose des séries et des anciennes émissions (comme Coucou c'est nous ! et Cat's Eyes). En février 2017, MyTF1 Xtra ajoute une émission quotidienne d'esport nommée Trash Talk en partenariat avec Eclypsia. La marque Xtra disparaît en 2017 et MyTF1 a continué à ajouter du contenu à la demande à la plateforme.
Le 29 août 2016, MyTF1 News fusionne avec Metronews et devient LCI.FR pour une marque multi-supports unifiée,. Le 24 janvier 2022, LCI.fr devient TF1 info.
En 2017, le Groupe TF1 suspend la diffusion de certains services de MyTF1 sur la SFR TV et Canal,.

### TF1+
Le 13 novembre 2023, le Groupe TF1 annonce le lancement le 8 janvier 2024 de TF1+, amenée à remplacer progressivement MyTF1. L'objectif est de récupérer une partie de la cible des 25-49 ans qui intéresse particulièrement les annonceurs. TF1 indique vouloir proposer une plateforme gratuite dont le modèle économique repose sur la publicité pour se différencier des plateformes américaines telles que Netflix et Amazon Prime Video.
En avril 2024, le groupe indique observer une augmentation de 20 % du nombre de visiteurs uniques annuel par rapport à MyTF1.

### Identité graphique

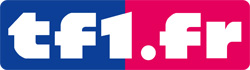
Logo de TF1.fr de 1999 à 2006.
Logo de MyTF1 du 4 novembre 2009 à septembre 2011.
Logo de MyTF1 de septembre 2011 au 28 septembre 2013.
Logo de MyTF1 du 28 septembre 2013 au 11 juin 2019.
Logo de MyTF1, réalisé par l'agence 4uatre du 11 juin 2019 au 8 janvier 2024.
Logo de TF1+ depuis le 8 janvier 2024.

## Services

### TF1 Info
TF1 Info est la plateforme numérique d'information du Groupe TF1 depuis le 24 janvier 2022. 

#### Histoire
Le site d'information de la chaîne TF1 existe depuis 1998, initialement nommé infos.tf1.fr. Le service adopte ensuite le nom LCI.fr en juin 2000 en référençant la chaîne d'information du groupe puis TF1 News en 2009 et MyTF1 News le 24 février 2013, et enfin TF1 Info depuis le 24 janvier 2022.

#### Identité graphique

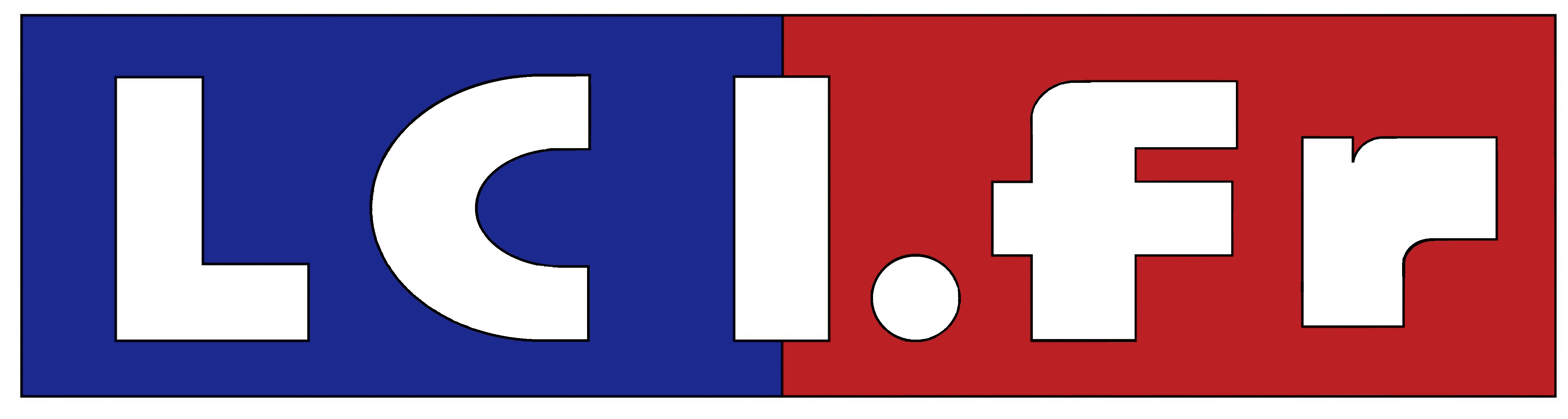
Logo de LCI.fr de juin 2000 à octobre 2006.
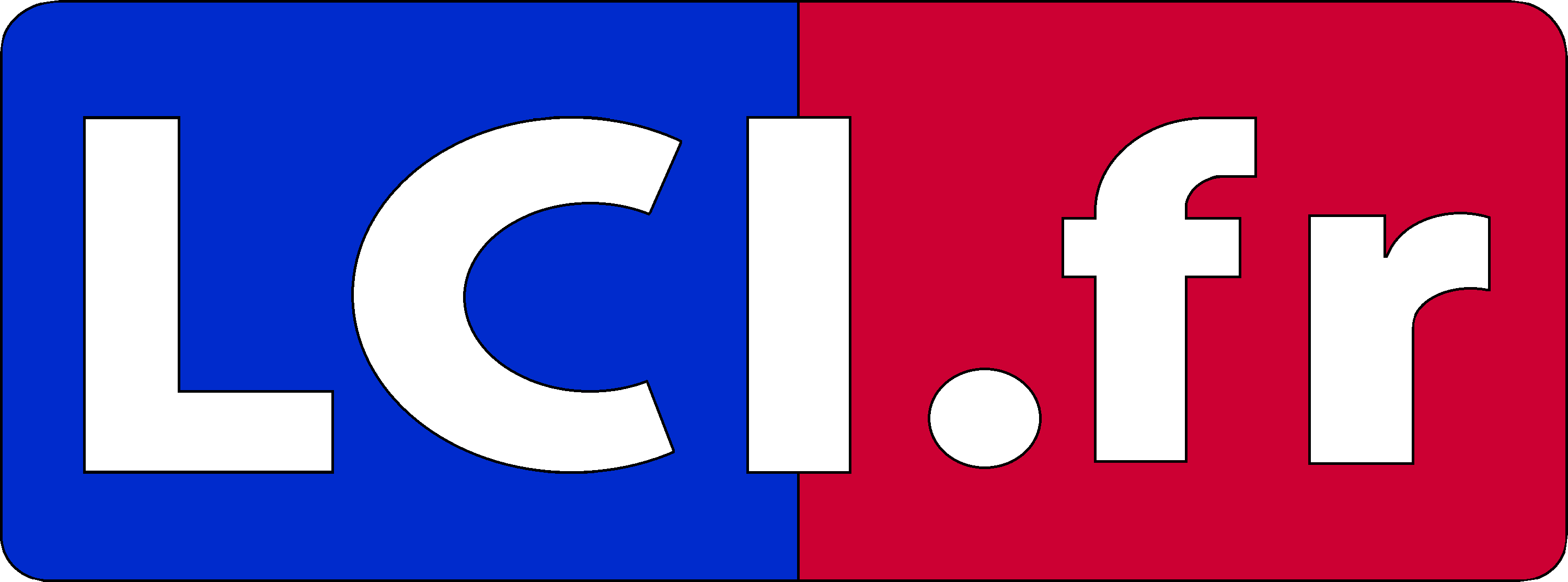
Logo de LCI.fr d'octobre 2006 au 4 novembre 2009.
Logo de TF1 News, utilisé du 4 novembre 2009 au 24 février 2013.
Logo de MyTF1 News du 24 février au 28 septembre 2013.
Logo de MyTF1 News du 28 septembre 2013 au 29 août 2016.
Logo du site internet de LCI du 29 août 2016 au 30 août 2017.
Logo du site internet de LCI du 30 août 2017 au 24 janvier 2022.
Logo du site internet de TF1Info depuis le 24 janvier 2022.

### MyTF1 VOD
MyTF1 VOD initialement TF1 Vision est l'ancien service de vidéo à la demande proposé par le Groupe TF1. Ce site est disponible du 15 novembre 2005 au 21 juillet 2020 sur Internet et chez les fournisseurs d'accès Internet Free, Bouygues Telecom et Numericable par le biais de la télé connectée. En Belgique, MyTF1 VOD est disponible sur Proximus TV mais sous le nom TF1 Vision avec un catalogue très réduit.

#### Description
Cette offre MyTF1 VOD de vidéo à la demande Internet a été lancée le 15 novembre 2005.

Logo de TF1 Vision du 15 novembre 2005 à décembre 2006.
Logo de TF1 Vision de décembre 2006 au 7 septembre 2011.
Logo de MyTF1 VOD du 7 septembre 2011 au 28 septembre 2013.
Logo de MyTF1 VOD du 28 septembre 2013 au 21 juillet 2020.

Elle est élaborée par la filiale vidéo du Groupe TF1, TF1 Vidéo.

#### Marché
Depuis ses débuts, le marché français de la vidéo à la demande demeure extrêmement concurrentiel. TF1 Vision est dirigée par Pascal Lechevallier, qui est par ailleurs directeur du développement TF1 Vidéo[réf. nécessaire].

### TF1+ Premium

Logo de MyTF1 Max.

MyTF1 Max est un service payant considéré comme une version étendue de MyTF1. Il a été lancé le 23 novembre 2021. Ce service propose une version sans publicité, en Full HD (1080p), une extension de 30 jours des programmes du groupe TF1 et une disponibilité au sein de l'Union européenne.
Fin 2022, MyTF1 Max s'étoffe avec des retransmissions de programmes en direct disponibles uniquement pour les abonnés, à savoir certains matchs de la Coupe du monde féminine de rugby 2021 et le flux 16/24 de la Star Academy 10,.
Le 8 janvier 2024, MyTF1 Max devient TF1+ Premium.